# استانچو بونچف
استانچو بونچف (بلغاری: Станчо Василев Бончев؛ ۱ مهٔ ۱۹۴۲ – ۱۲ اکتبر ۲۰۱۳) بازیکن فوتبال اهل بلغارستان بود.
از باشگاه‌هایی که در آن بازی کرده است می‌توان به باشگاه فوتبال زسکا صوفیه اشاره کرد.
وی همچنین در تیم ملی فوتبال بلغارستان بازی کرده است.